# Paranhos da Beira
Paranhos da Beira is een plaats (freguesia) in de Portugese gemeente Seia en telt 1714 inwoners (2001).